# Городоцька міська громада (Львівська область)
Городоцька міська громада — територіальна громада в Україні, у Львівському районі Львівської області. Адміністративний центр — місто Городок.
Площа громади — 388,5 км², населення — 39 851 мешканець (2020).

## Населені пункти
У складі громади 1 місто (Городок) і 38 сіл:
- Артищів
- Бар
- Бартатів
- Братковичі
- Велика Калинка
- Вовчухи
- Воля-Бартатівська
- Галичани
- Годвишня
- Градівка
- Добряни
- Долиняни
- Дроздовичі
- Дубаневичі
- Заверешиця
- Залужжя
- Зелений Гай
- Зушиці
- Керниця
- Лісновичі
- Любовичі
- Мавковичі
- Мильчиці
- Милятин
- Молошки
- Мшана
- Підмогилка
- Побережне
- Повітно
- Путятичі
- Речичани
- Родатичі
- Стоділки
- Тучапи
- Угри
- Черляни
- Черлянське Передмістя
- Шоломиничі